# チャイナ (小惑星)
チャイナ (1125 China) は、太陽系の小惑星のひとつ。火星と木星の間の楕円軌道を公転している。中国語表記は「中華」。

## 命名
“China”とは中国の英語表記である。1928年に中国人の張鈺哲（1902年 - 1986年）によって小惑星1928 UFが発見され「中国」と命名されたが、その後1928 UFは永らく観測されなかった（現在では軌道が確定し小惑星番号が登録されないと命名できないため、こうしたことは起こり得ない）。1957年、小惑星1957 UN1が中国南京にある紫金山天文台によって発見されたが、発見者たちは「1928 UFを再発見した」と誤認し、かつて張によって命名された名称「中国」を使用して“1125 China”として登録した。
しかし1986年になり1928 UFが本当に再発見されたことで、1957年の再発見は誤りであったことが証明されたが、本来のChinaの名称は既に1957 UN1に使用されていたため、1928 UFについては別途中国語の標準語である北京語（マンダリン）による中国（ツォングオ）のローマ字表記 (Zhōng guó) を使用し、“3789 Zhongguo”と命名されることになったのである。